# Kruplivnik
Kruplivnik (Hongaars: Vaskorpád) is een plaats in Slovenië en maakt deel uit van de gemeente Grad in de NUTS-3-regio Pomurska. De plaats telde 178 inwoners op 1 januari 2020.